# Ricardo García Martínez
Ricardo García Martínez (Villargordo del Cabriol, 1828 - 1881) fou un polític valencià, diputat a les Corts Espanyoles durant la restauració borbònica.

## Biografia
Es llicencià en dret el 1851 a la Universitat de València, milità en el Partit Progressista i tornà a Requena per a participar en la revolució de 1854. Fou nomenat secretari del governador civil de la província de Conca, però fou destituït el 1856 i vetat per a qualsevol càrrec públic, cosa que l'obligà a treballar com a advocat, primer en el bufet d'Eduardo Atard Llobell i després en el seu propi.
Participà activament en la revolució de 1868, però s'oposà al lideratge de Josep Peris i Valero i va mantenir contactes amb Práxedes Mateo Sagasta, gràcies al qual fou segon cap valencià del Partit Constitucional. El 1874 fou nomenat diputat provincial pel governador civil de València. Quan es va fer efectiva la restauració borbònica ingressà al Partit Liberal Fusionista, amb el que fou elegit diputat pel districte de Requena a les eleccions generals espanyoles de 1881.